# École de Camerino
L'école de Camerino (en italien Scuola di Camerino) est une école italienne de peinture du style gothique tardif au style renaissant, qui a fleuri en Italie centrale à Camerino dans la Région des Marches.

## Contexte général à l’origine de l’école de Camerino
À l’origine gibeline, Camerino devient forteresse guelfe et siège de la délégation pontificale en 1240 ; raison pour laquelle elle subit une destruction en 1259 de la part des troupes impériales de Manfred de Hohenstaufen, conduites par Perceval Doria. Une grande partie de la population est massacrée. Est alors créé le duché de Camerino. C'est un petit État indépendant, enclave au sein des États papaux, qui sera gouverné pendant près de 300 ans par la famille Da Varano, originaire du duché  lombard de Spoleto.
En retrait du littoral disputé de l'Adriatique, Camerino voit naître en 1336 son Université lorsque le pape Benoît XII, par l’intermédiaire du nonce apostolique Bertrand de Deaux accorde "faculté de nommer capitaines des arts, conseillers, notaires de curie et des réformes."
Dans les années 1460, la ville tente de se donner un prestige culturel digne de la prospérité relative que connaissent alors ses dirigeants ; un certain nombre d'artistes s'y retrouvent; mais les plus importants ne sont que Boccati et Girolamo di Giovanni, et cet éclat ne dure pas. 
L'échec tient à la géographie qui isole la bourgade au cœur des montagnes, mais aussi, certainement, à l'esprit de ceux qui font appel aux artistes : à aucun moment, ils ne peuvent songer à faire de leur ville un centre majeur ; malgré la seigneurie familiale installée depuis longtemps, il n'y a pas, au XIVe siècle, de prince comparable, par exemple à Frédéric III de Montefeltre. 

## L’école de Camerino
Parfois dénommée à tort l’école d’Ancône, l’école de Camerino désigne un ensemble de peintres ayant œuvré à Camerino sur une colline au centre de la région montagneuse de la province de Macerata dans la région italienne des Marches durant le Trecento et le Quattrocento.  
Celle-ci se caractérise par un style allant du gothique tardif d'un Olivuccio de Ciccarello au style renaissant de Carlo Crivelli :
Au-delà de l’évolution vers le réalisme pictural et l’avènement progressif de la perspective albertienne, l’on note chez les peintres de l'école de Camerino une tendance particulière à la complexité compositionnelle et à la densité figurative. 
Olivuccio da Ciccarello, Giambono di Corrado da Ragusa et Bartolomeo di Tommaso da Foligno sont les peintres les plus emblématiques des débuts de l’école de Camerino. Les œuvres de cette période oscillent d’une manière particulière entre le style propre à l'école florentine de Giotto di Bondone ou Taddeo Gaddi et celui davantage byzantin de l’école Siennoise (Simone Martini, Ambrogio Lorenzetti...) 
L’école de Camerino parviendra à son apogée sous la forme de peintures renaissantes d’un réalisme ciselé dans une luxuriance décorative qui continue de puiser dans l’esprit du gothique.
Sa peinture demeure « conservatrice », comme l'Annonciation peinte par Girolamo di Giovanni : le modernisme relatif du cadre architectural, hérité d'Urbino et de Florence, s'arrête au premier plan : le peintre n'a pas voulu supprimer la colonne traditionnellement placée entre l'Ange et la Vierge ; au contraire, il la met en valeur par sa couleur, son ornementation et son emplacement. Ainsi cette œuvre demeure lisible par un public qui n'est que superficiellement teinté des transformations en cours dans les grandes cités et dont on ne perçoit à Camerino qu'un écho.

## Principaux artistes
- Olivuccio di Ciccarello (Camerino, av. 1388 - Ancône 1439)
- Arcangelo di Cola (ou Arcangelo di Nicola) (né à Camerino au Quattrocento, documenté entre 1416 et 1429, lieu de décès inconnu)
- Giovanni Angelo d'Antonio (Bolognola 1415/1420 - 1478/1481)
- Giovanni Boccati (Camerino, 1410 circa – 1486)
- Girolamo di Giovanni, (peut-être le fils de Giovanni Boccati, documenté à Camerino entre 1449 et 1473)
- Carlo Crivelli, (né vers 1430/1435 à Venise et mort vers 1494 probablement à Ascoli Piceno)
- Niccolo Alunno (fils et l'élève de Bartolomeo di Tommaso da Foligno dont le plus grand assistant a été  Benozzo Gozzoli, élève de Fra Angelico.)
- Maestro di Arnano[2],
- Maestro di Baregnano[3],[4].

## Exemple d’œuvres

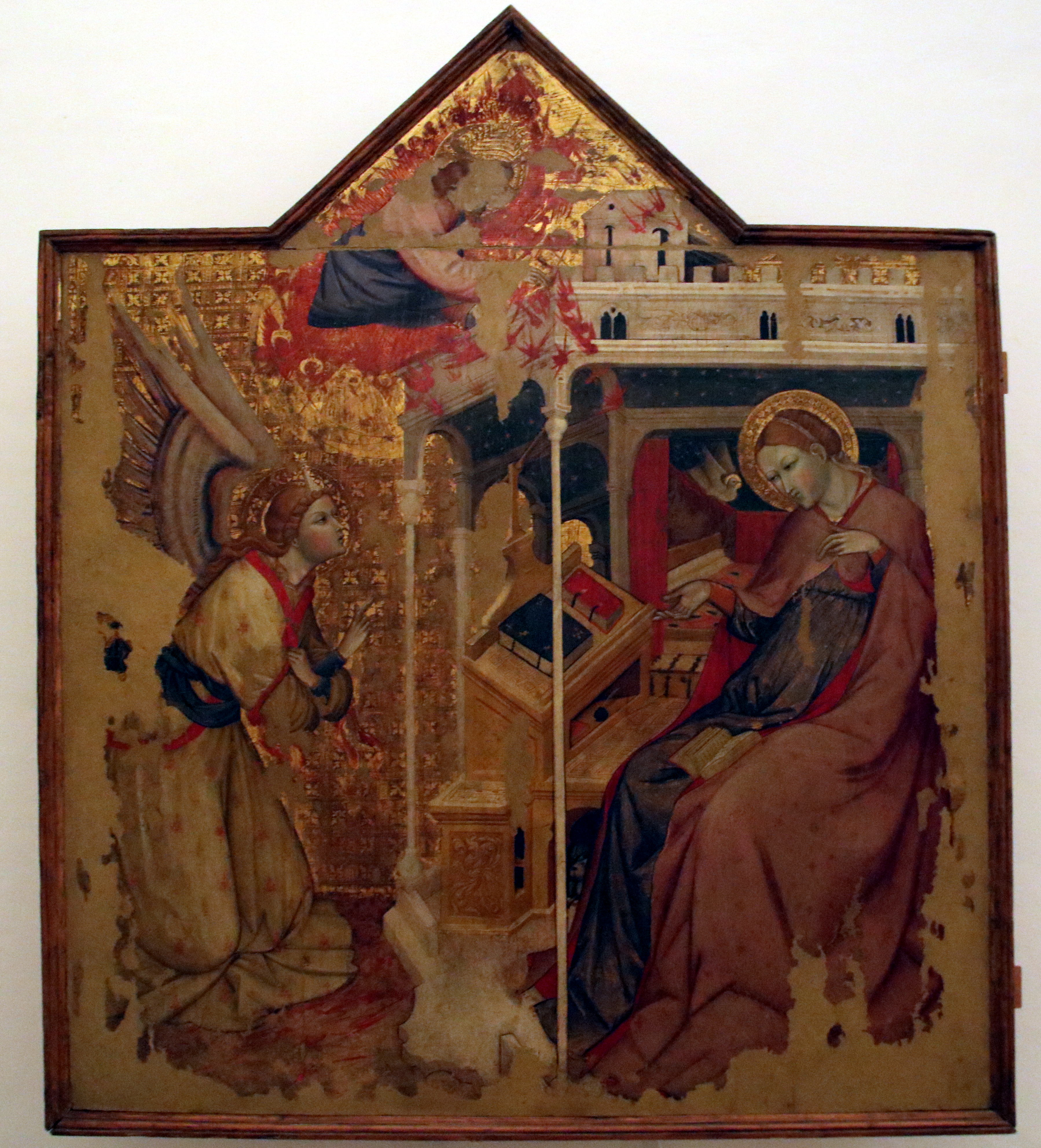
Annonciation d’Olivuccio da Ciccarello
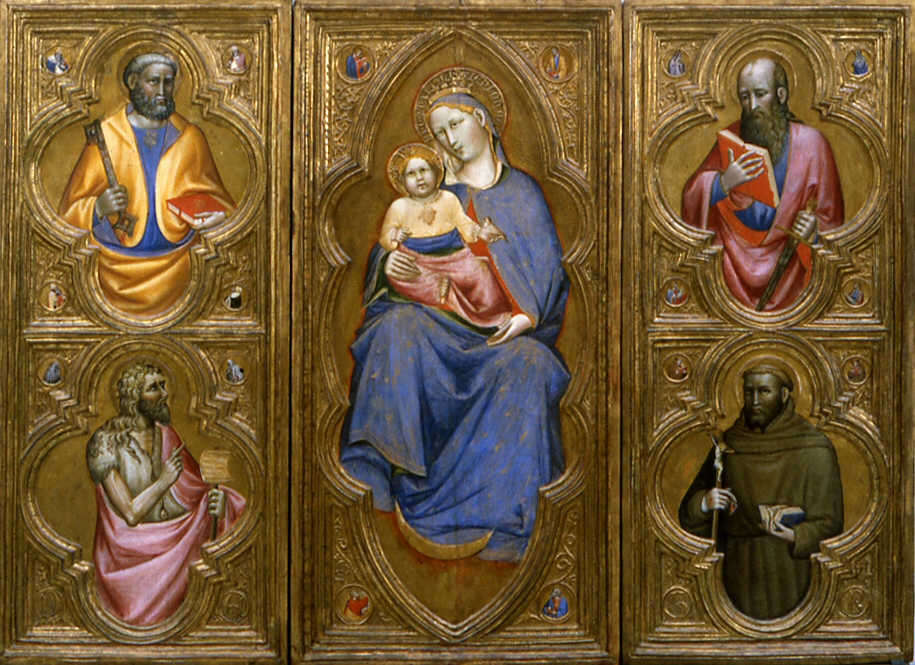
Madone à l’Enfant avec ss. Pierre, Paul, Jean-Baptiste et Francis., Olivuccio da Ciccarello
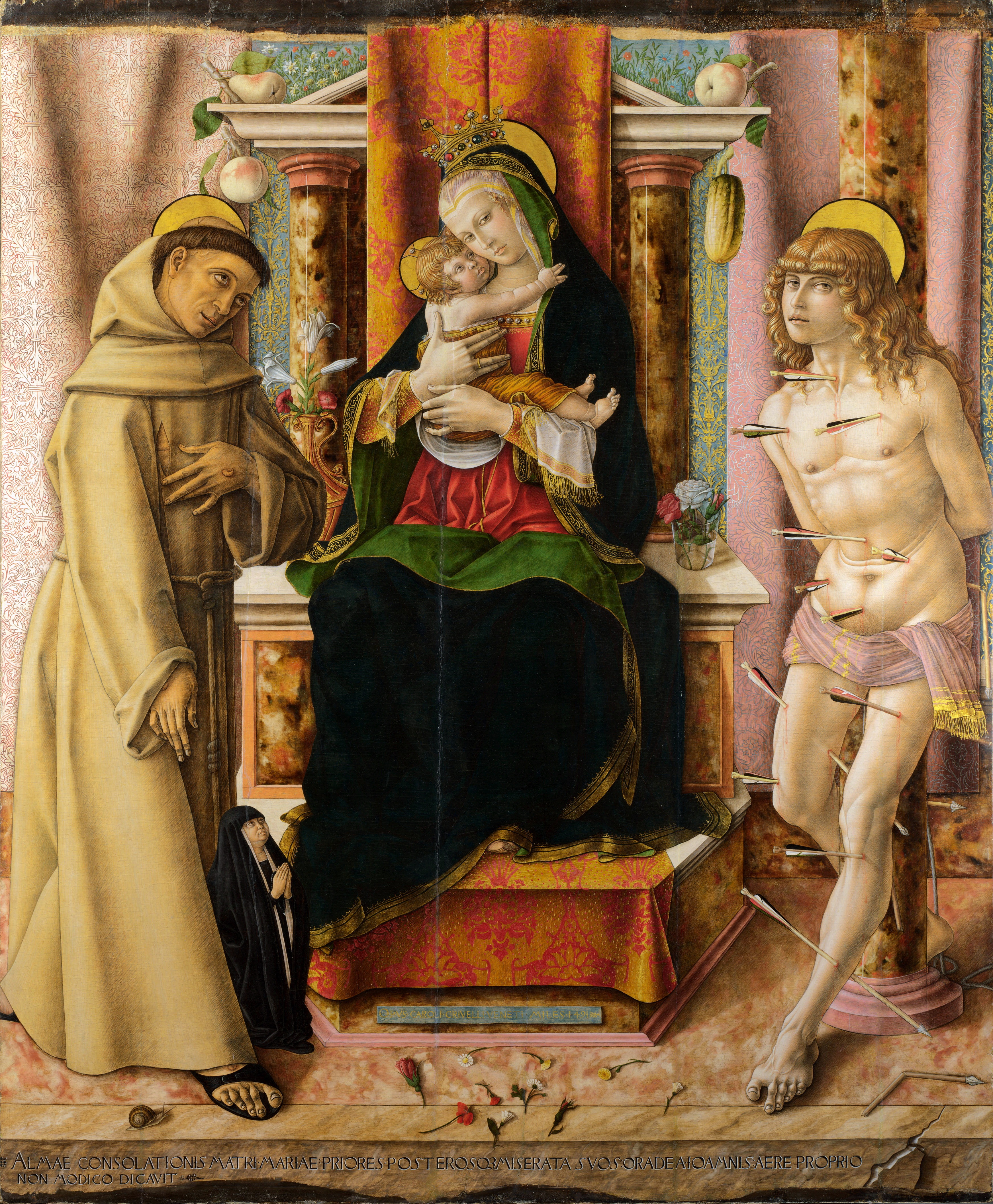
Madone à l’Enfant avec ss. François et Sébastien, Carlo Crivelli
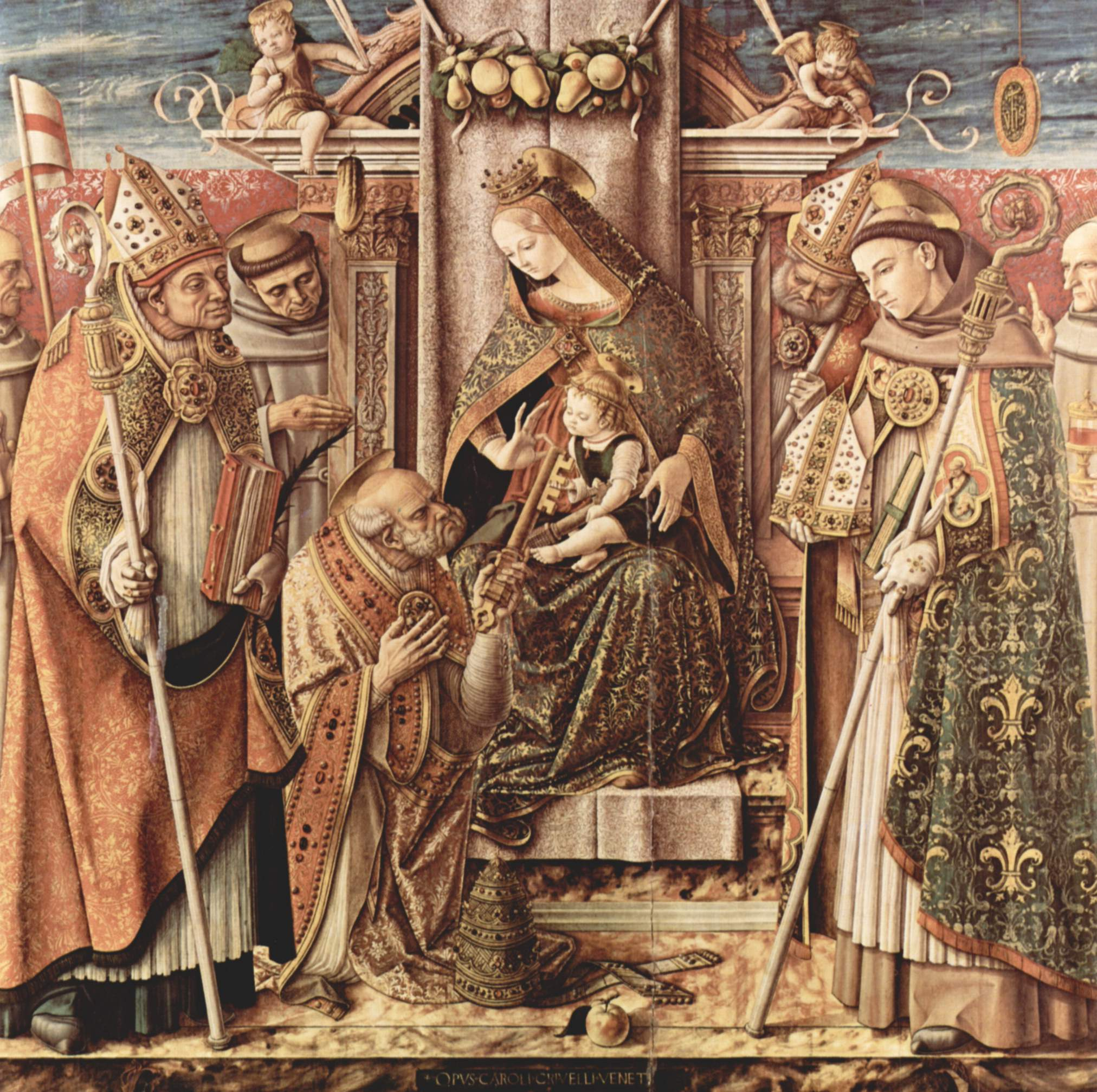
Madone avec Saints de Carlo Crivelli
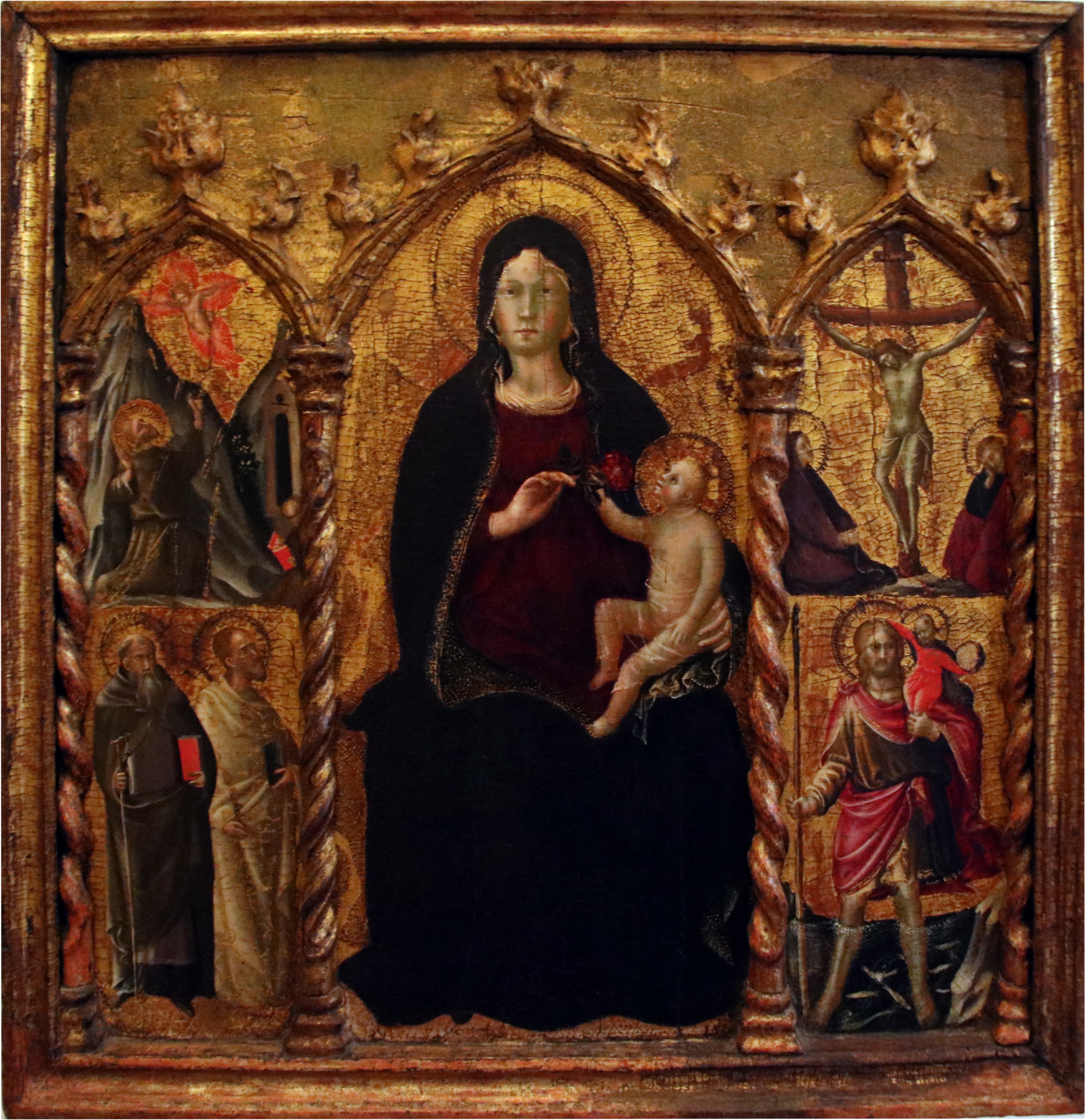
Madone à l’Enfant en Trône, Arcangelo di Cola
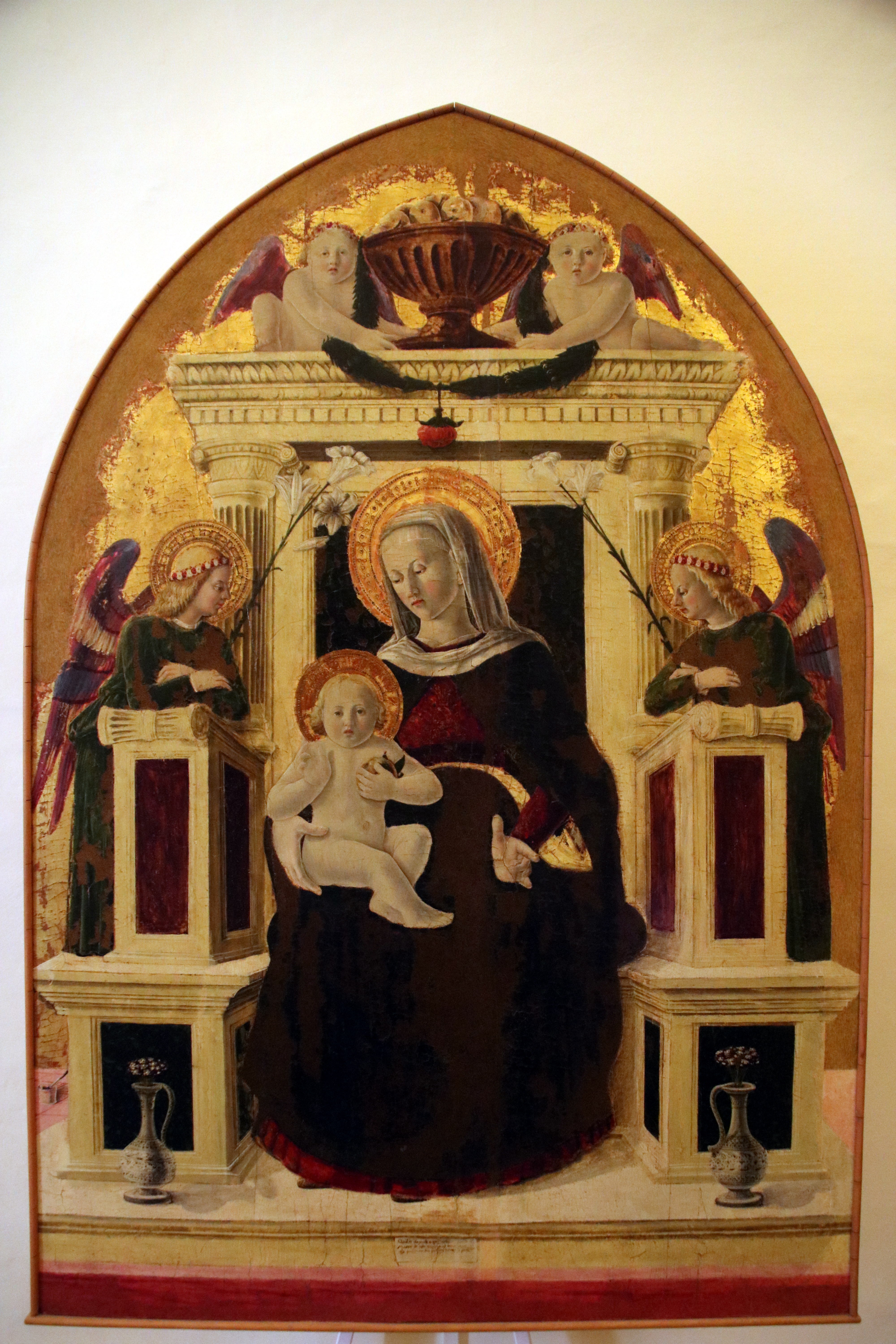
Madone à l’Enfant avec les Anges, Giovanni Angelo d’Antonio
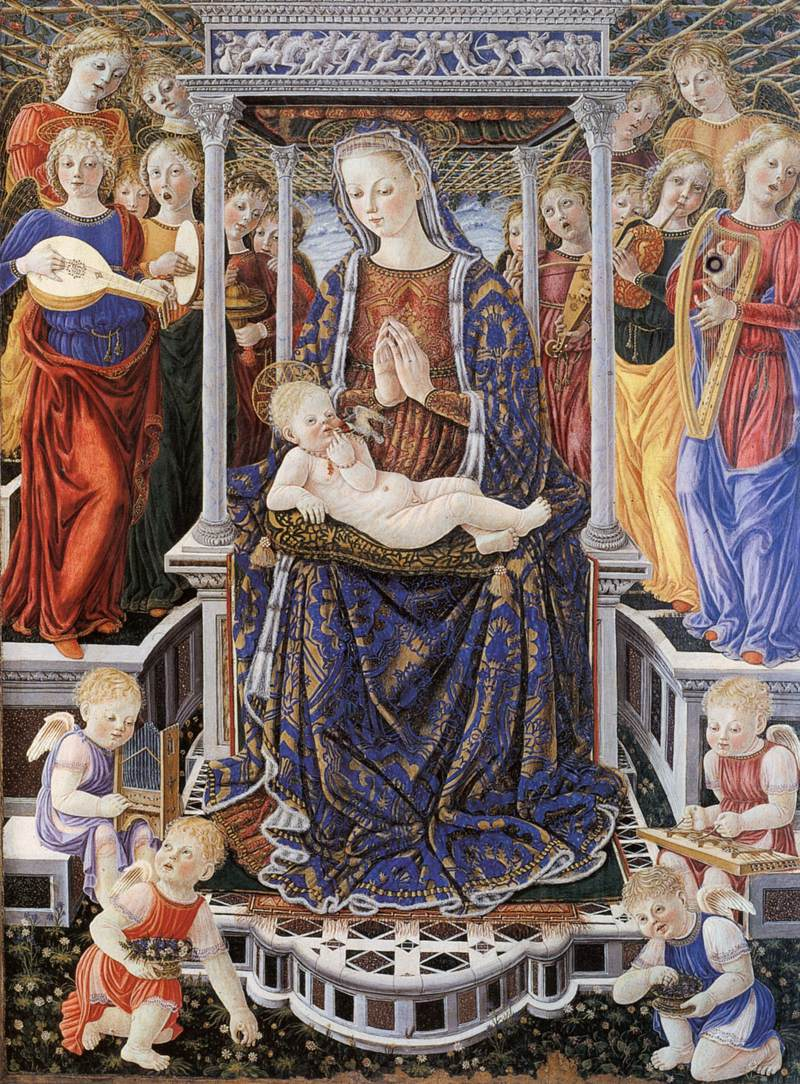
Madone à l’Enfant avec anges musiciens, Giovanni di Piermatteo Boccati
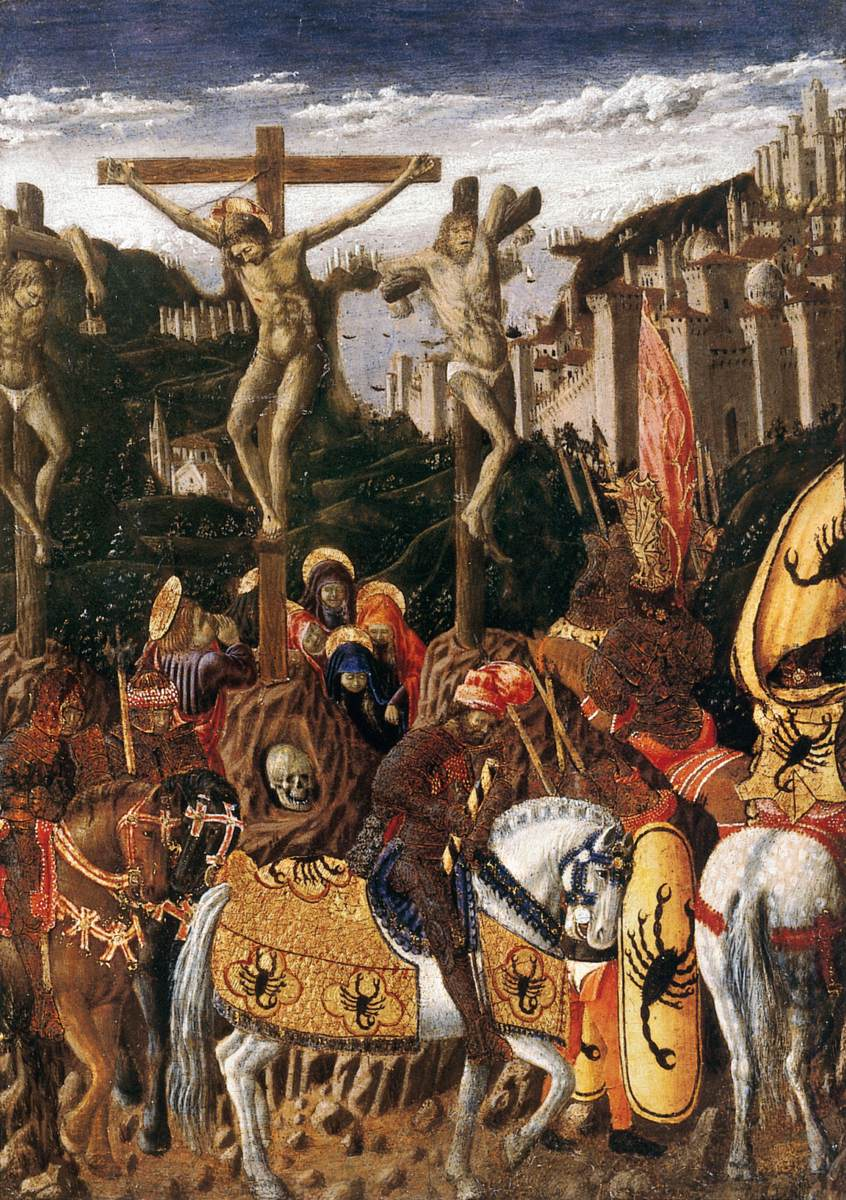
Crucifixion de Giovanni di Piermatteo Boccati
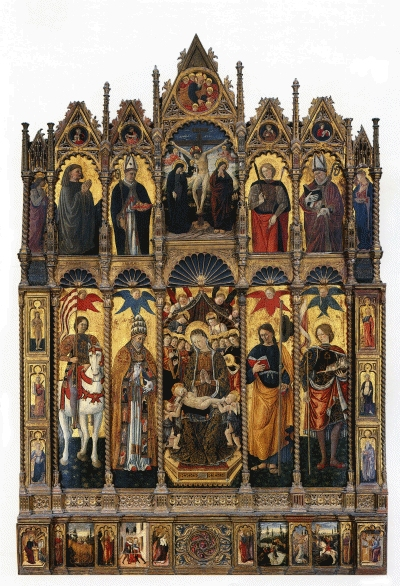
Polyptyque de Giovanni Boccati
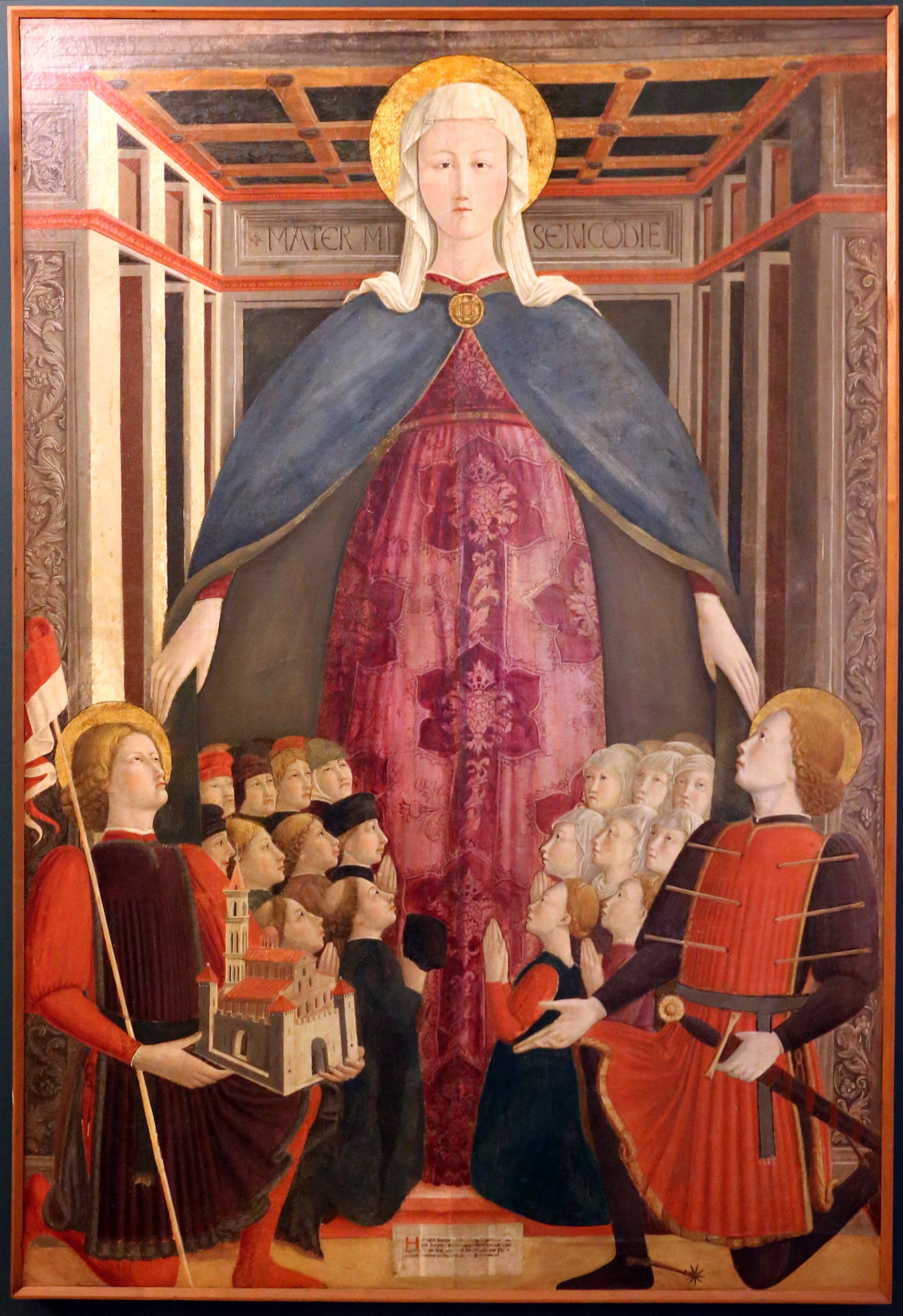
Madone de la Miséricorde, Girolamo di Giovanni
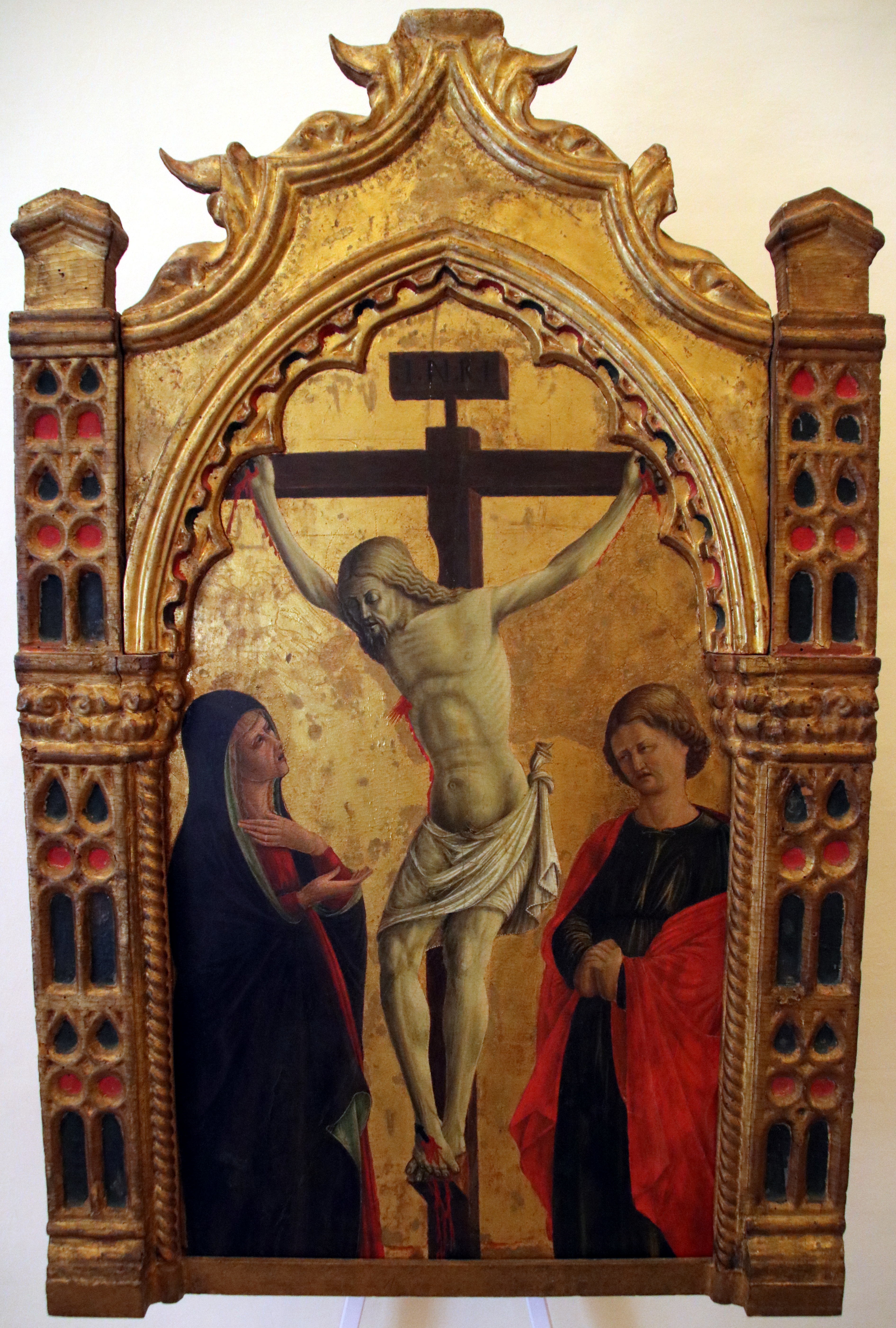
Crucifixion avec Vierge et saint Jean, Girolamo di Giovanni
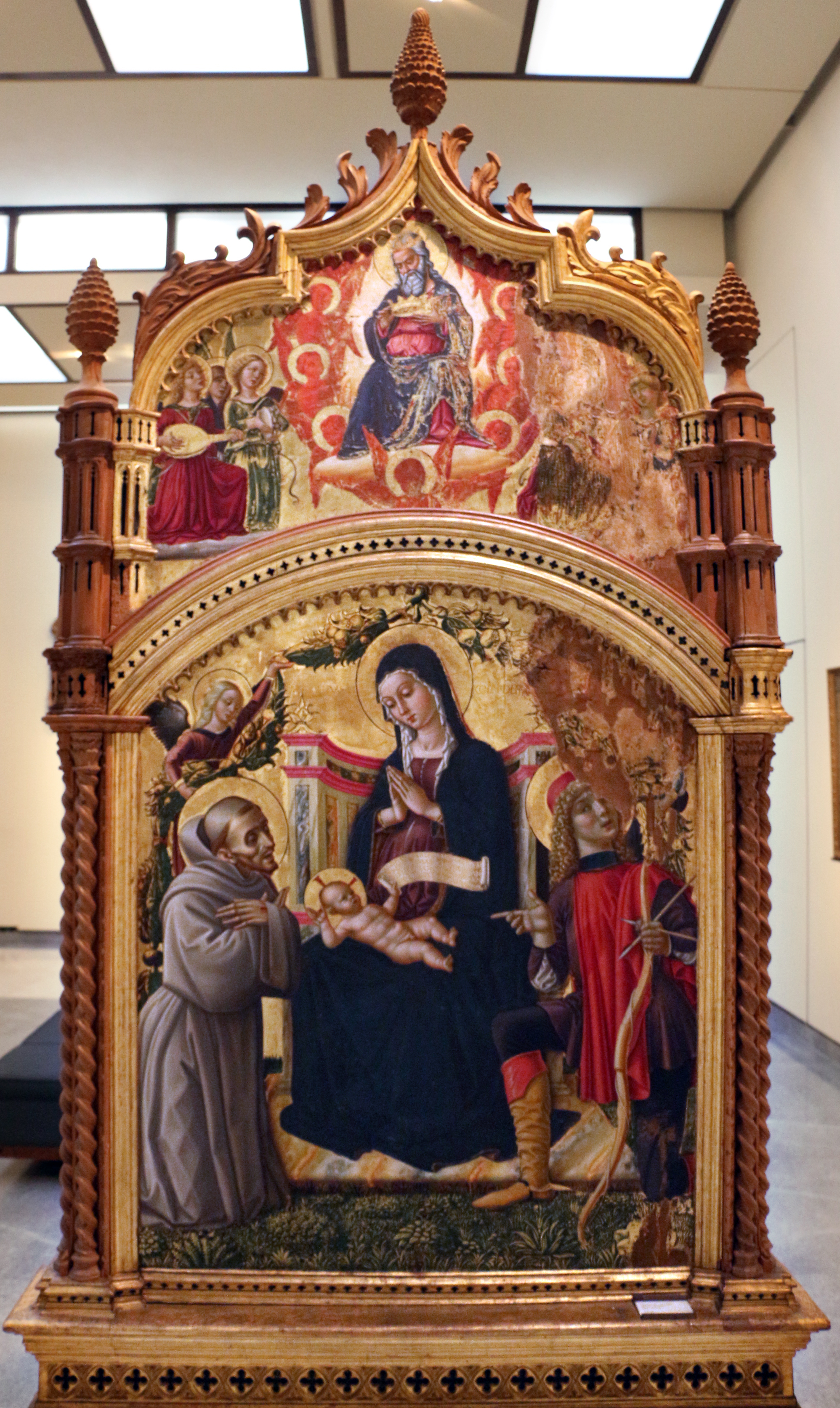
Madone en Trône et Saints avec Annonciation, Niccolo' Alunno